# Darién (provincie)
Darién is een provincie van Panama, gelegen in het oosten van het land aan de grens met Colombia. De hoofdstad is de stad La Palma.
Tot 8 november 1983 behoorde het indianenreservaat (comarca) Emberá ook tot de provincie; sindsdien heeft het de status van provincie. Dat reservaat bestaat uit twee delen; één ten noordoosten van Darién en één als enclave in het westen van de provincie. Binnen Darién, in de gemeente (distrito) Pinogana, ligt ook nog een reservaat dat niet de status van provincie heeft: Kuna de Wargandí.
De provincie heeft 48.378 inwoners (2010) die wonen op een oppervlakte van ruim 11.892 km². Een groot deel van het grondgebied is beschermd als Nationaal Park Darién.

## Districten
De provincie bestaat uit twee gemeenten (distrito); achter elk district de hoofdplaats (cabecera):
- Chepigana (La Palma)
- Pinogana (El Real de Santa María)

Bocas del Toro · Chiriquí · Coclé · Colón · Darién · Herrera · Los Santos · Panamá · Panamá Oeste · Veraguas